# Scleria richardsiae
Scleria richardsiae är en halvgräsart som beskrevs av E.A.Rob. Scleria richardsiae ingår i släktet Scleria och familjen halvgräs. Inga underarter finns listade i Catalogue of Life.